# Fast Mail
Fast Mail era il nome attribuito ad alcuni treni americani specializzati per il servizio postale.

## Southern Railway
Un famoso Fast Mail fu quello della Southern Railway, divenuto famoso per la sua puntualità e successivamente per un incidente che lo vide protagonista nel 1903.
Il giorno dell'incidente il convoglio risultava composto da due vagoni postali, un vagone passeggeri e un vagone bagagli; la locomotiva coinvolta, di costruzione Baldwin, fu in seguito portata nelle officine sociali della Southern Railway dove venne riparata e posta nuovamente in servizio solo molti anni dopo.

## Amtrak
Un altro Fast Mail fu operato dall'Amtrak da Washington a Boston e Springfield, e numerato 12/13. Il servizio verso nord trasportava anche passeggeri.
A New Haven un convoglio separato (numerato 412/413) trovava coincidenza da/per Springfield. Il treno 12 partiva giornalmente da Washington alle 3 del mattino, mentre il 13 lasciava Springfield/Boston nella prima mattinata. Nel 2002, il treno 13 fu soppresso e il 12 venne rinominato 190, senza però svolgere servizio postale e di colli espressi.